# Okahandja
Okahandja è una cittadina nella Namibia centrale, a nord di Windhoek sulla strada statale B1, nella regione di Otjozondjupa. Il nome significa "il luogo dove due fiumi si uniscono a formarne uno più grande". La città svolge il ruolo di centro amministrativo per il popolo Herero. È anche la sede del National Institute for Educational Development (NIED), una istituzione creata dopo l'indipendenza con lo scopo di definire la nuova struttura del sistema scolastico namibiano dopo la fine dell'apartheid.

## Storia
Il primo insediamento in questa zona fu creato intorno al 1800 da un gruppo formato da indigeni delle etnie Herero e Nama. Il primo europeo a mettervi piede fu un sacerdote tedesco di nome Heinrich Schmelen, nel 1827, che ribattezzò il luogo "speranza di Schmelen". In 1844, i due missionari Franz Heinrich Kleinschmidt e Carl Hugo Hahn furono assegnati alla cittadina in modo permanente, e vi costruirono una chiesa.
La missione vera e propria fu costruita nel 1850 da Friedrich Kolbe, ma fu distrutta dopo pochi mesi dai Nama guidati da Jan Jonker Afrikaner, che era in conflitto con gli Herero e voleva dissuadere i tedeschi dall'interferire. Una nuova missione fu fondata nel 1870, e sopravvisse fino al 1890.
La colonizzazione vera e propria ebbe luogo nel 1894 (anno che viene ricordato come data della fondazione ufficiale della città), quando i tedeschi edificarono la prima base militare nella zona. Nel 1909 vi fu costruita una stazione della ferrovia TransNamib, che contribuì alla crescita economica della città. A Okahandja sono sepolti alcuni personaggi importanti della storia della Namibia: Willem Meherero, Jan Jonker e Hosea Kutako.

## Infrastrutture e trasporti
A Okahandja si incontrano la strada statale B1, diretta alla capitale Windhoek, e la B2, diretta a Swakopmund. Vi si trova anche una fermata della ferrovia TransNamib.

## Economia

### Turismo

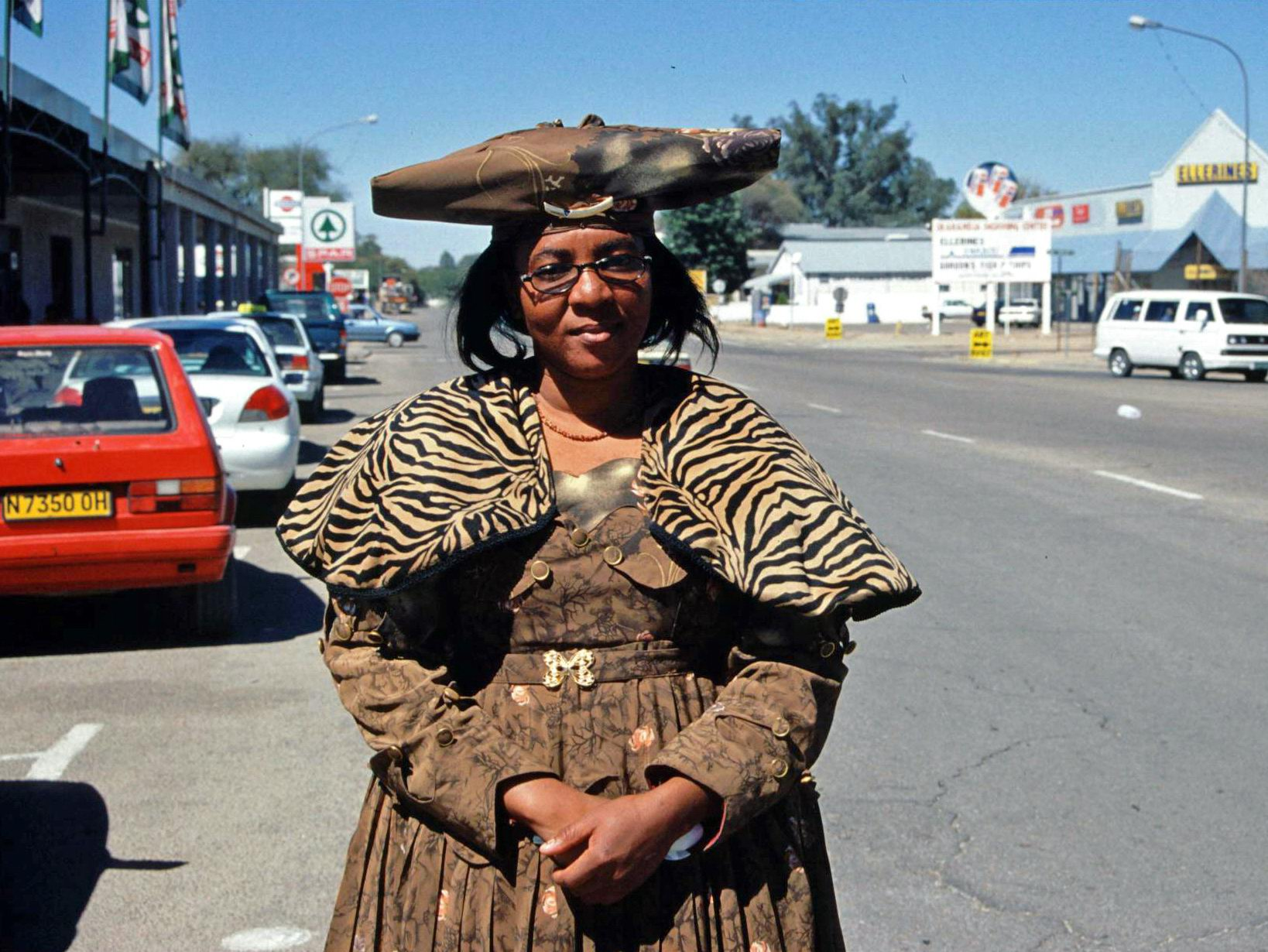
Una donna Herero a Okahandja

Okahandja è una tappa frequente per i turisti che provengono dall'altopiano del Waterberg o dal parco nazionale d'Etosha diretti a Windhoek (o viceversa). La principale attrazione è costituita da due mercati all'aperto dove si possono acquistare prodotti artigianali locali; il più rinomato dei due è quello situato a sud della città. Molti dei prodotti in vendita in questi mercati, sempre più orientati ai turisti, provengono in realtà dallo Zimbabwe, dove sono realizzati a costi inferiori.

## Amministrazione

### Gemellaggi
Okahandja è gemellata con:
- Shanghai, dal 1998[1]